# Glaisdale (L44)
Il Glaisdale (pennant number L44) fu un cacciatorpediniere scorta della classe Hunt, entrato in servizio con la Regia marina norvegese nel giugno 1942.
Costruito inizialmente per la Royal Navy britannica con il nome di HMS Glaisdale, la nave venne ceduta alla Norvegia durante la costruzione, prendendo quindi parte alla seconda guerra mondiale: il cacciatorpediniere operò principalmente nella scorta dei convogli mercantili nelle acque della Manica, ma partecipò anche alle azioni anfibie dell'operazione Torch nel 1942 e dello sbarco in Normandia nel 1944. Danneggiato il 23 giugno 1944 da una mina al largo della Normandia, il cacciatorpediniere fu restituito alla Royal Navy ma rimase fuori servizio fino a dopo la conclusione della guerra; nell'agosto 1946 venne nuovamente ceduto alla Norvegia, assumendo il nome di KNM Narvik e rimanendo in servizio con la Marina norvegese fino al 1962, quando fu radiato e avviato alla demolizione.

## Storia

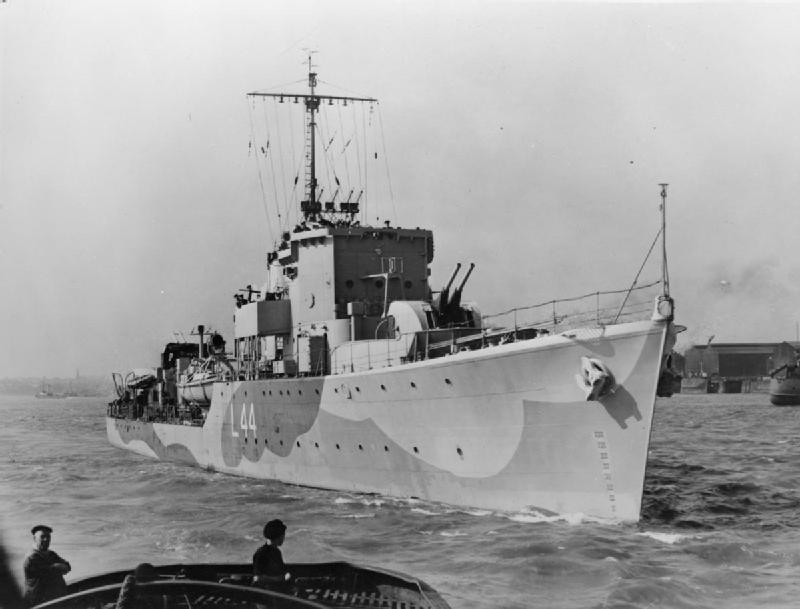
Un'altra veduta dell'unità durante gli anni della seconda guerra mondiale

Ordinata per conto della Royal Navy britannica ai cantieri navali della Cammell Laird di Birkenhead il 23 agosto 1940 (il 28 luglio secondo altra fonte), l'unità fu impostata il 4 febbraio 1941 con il progetto di nominarla HMS Glaisdale (dal nome di un villaggio dello Yorkshire). Durante i lavori di costruzione, il 23 dicembre 1941 la nave venne ceduta in affitto alla Norvegia, venendo quindi varata il 5 gennaio 1942 mantenendo il nome di Glaisdale. La nave entrò ufficialmente in servizio il 12 giugno 1942, raggiungendo quindi la base di Scapa Flow per unirsi alle forze della Home Fleet britannica.
Nel luglio 1942 il Glaisdale fu spostato nella base di Portsmouth e messo in forza alla 1st Destroyer Flotilla, venendo assegnato alle missioni di scorta al traffico mercantile nella zona del canale della Manica. Nella notte tra il 13 e il 14 ottobre seguente il Glaisdale, insieme al gemello Eskdale e ai cacciatorpediniere britannici HMS Cottesmore e HMS Albrighton, si scontrò al largo di Le Havre con la scorta della nave corsara tedesca Komet, diretta verso l'oceano Atlantico; la Komet venne poi affondata il giorno dopo da una motosilurante britannica. Le operazioni nella Mainca proseguirono poi fino all'inizio di novembre, quando il Glaisdale fu distaccato per partecipare alle operazioni di sbarco degli anglo-statunitensi nel Nordafrica francese (operazione Torch); il 15 novembre, a nord-ovest di Gibilterra, il cacciatorpediniere soccorse e prese a bordo 312 naufraghi della nave trasporto truppe britannica Ettrick, 188 naufraghi della nave cargo statunitense USS Almaack e 12 naufraghi della portaerei di scorta britannica HMS Avenger, tutte colate a picco da un'unica fortunata salva di siluri lanciata dal sommergibile tedesco U-155. Le operazioni del Glaisdale al largo del Nordafrica terminarono il 26 novembre, quando la nave fu rimandata a Portsmouth per riprendere le operazioni di scorta ai convogli nella Manica.
Il Glaisdale operò nella Manica per tutto il corso del 1943, facendo registrare diverse azioni: il 14 aprile, mentre in coppia con il connazionale Eskdale scortava il convoglio costiero PW232, sostenne un attacco al largo di Capo Lizard da parte di tre motosiluranti tedesche (S-Boot), una delle quali fu affondata dallo Eskdale; nella notte tra il 10 e l'11 luglio, invece, il Glaisdale partecipò con altri due cacciatorpediniere britannici all'attacco contro un convoglio tedesco al largo dell'isola di Ouessant, azione nel corso della quale l'unità norvegese mandò a fondo il dragamine tedesco M-153 subendo tuttavia alcuni danni a causa del fuoco nemico. Le operazioni di scorta nella Manica proseguirono anche nei primi mesi del 1944, ma in maggio il Glaisdale fu riassegnato alla vasta flotta alleata assemblata in vista della progettata invasione anfibia della Francia settentrionale. Il 6 giugno seguente il cacciatorpediniere partecipò quindi allo sbarco in Normandia, scortando e supportando con i suoi cannoni i reparti anglo-canadesi scesi a terra a Juno Beach; in seguito, pattugliò le acque a oriente della testa di ponte alleata in Normandia e scortò i convogli di rifornimento diretti verso di essa, sostenendo il 10 giugno un combattimento con alcune motosiluranti tedesche.
Il 23 giugno, mentre operava al largo della Normandia, il Glaisdale fece detonare una mina navale ad attivazione acustica, riportando gravi danni allo scafo e ai propulsori di dritta. Trainato a Portsmouth il 24 giugno, il 12 luglio seguente (il 2 agosto secondo altra fonte) il cacciatorpediniere fu ritirato dal servizio e restituito dai norvegesi al controllo della Royal Navy; in settembre lo scafo fu spostato ad Hartlepool e qui accantonato in riserva fino a dopo la conclusione della seconda guerra mondiale. Il Glaisdale fu riportato in condizioni operative solo nell'agosto 1946, quando venne ceduto nuovamente alla Norvegia: rinominato KNM Narvik il 23 ottobre 1946 (in onore dell'onomina città della Norvegia), il cacciatorpediniere fu completamente riparato nei cantieri di Chatham e rientrò in servizio con la Marina norvegese nel febbraio 1947. Riclassificata come fregata nel 1956, la nave rimase in servizio con i norvegesi fino al 1962, quando fu infine radiata e avviata alla demolizione.